# Catopsbaatar
Catopsbaatar is een uitgestorven zoogdier uit de familie Djadochtatheriidae van de Multituberculata. Dit dier leefde tijdens het Laat-Krijt in Centraal-Azië.  

## Fossiele vondsten
Fossielen van Catopsbaatar zijn gevonden in de Djadochtaformatie en Barun Goyotformatie in Mongolië. De vondsten dateren uit het Campanien. Van Catopsbaatar zijn vijf schedels, delen van het gebit en een skelet met schedel bekend.

## Uiterlijke kenmerken
Catopsbaatar was een vrij grote multituberculaat en groter dan zijn verwanten Kryptobaatar en Djadochtatherium. Het dier had ongeveer het formaat van een chinchilla met een totale lengte van circa 40 tot 50 cm, waarvan de staart ongeveer de helft innam. De schedel was tot 7 cm lang. Ten opzichte van knaagdieren en buideldieren van vergelijkbare grootte had multituberculaten zoals Catopsbaatar een relatief grote kop en korte nek. Aan de enkels zaten sporen, vergelijkbaar met die van het vogelbekdier en mierenegels, zonder aanwijzingen dat deze sporen een gifkanaal bevatten.

## Leefwijze
Catopsbaatar had een springende leefwijze, vergelijkbaar met die van hedendaagse jerboa's. Hoewel het dier zich springend op zijn achterpoten voortbewoog, was dit wel op een andere wijze dan bij jerboa's. Door de meer gespreide stand van de poten sprong Catopsbaatar vanuit een scherpere hoek op, een beetje zoals kikkers. Catopsbaatar was een omnivoor. De krachtige kaakspieren en stevig gebouwde snijtanden stelde het dier in staat harde zaden te knagen.